# 187125 Marxgyorgy
187125 Marxgyorgy este o planetă minoră (asteroid) din centura de asteroizi. A fost descoperită pe 31 august 2005 la Piszkéstetői Obszervatórium⁠(d) de Krisztián Sárneczky⁠(d) și a fost numită după György Marx⁠(d). 
Obiectul prezintă o orbită caracterizată de o semiaxă mare de 2,628079447382 UAi, o excentricitate de 0,08, o înclinație de 15,6 ° în raport cu ecliptica.